# Pilar Pellicer
María del Pilar Pellicer López de Llergo (Ciutat de Mèxic, 12 de febrer de 1938 — Ciutat de Mèxic, 16 de maig de 2020) va ser una primera actriu mexicana. Va rebre el Premi Ariel a millor actriu en 1975 per la seva actuació en la pel·lícula La choca.

## Biografia i carrera
María del Pilar Pellicer López de Llergo va néixer el 12 de febrer de 1938 a la Ciutat de Mèxic, filla de César Pellicer Sánchez, dvocat de professió, i de Pilar López de Llergo, tots dos de Tabasco, i va ser neboda del poeta, Carlos Pellicer. Va formar part d'una família de vuit germans; entre ells, l'actriu Pina Pellicer. Als 18 anys d'edat, va entrar a estudiar a la Acadèmia de Dansa Contemporània. Va assistir a una funció de poesia recitada en veu alta, va sorgir en ella un desig molt fort de ser actriu. Va estudiar actuació amb el mestre Seki Sano.
Gradualment, va abandonar la dansa i els seus estudis de filosofia a la Universitat Nacional Autònoma de Mèxic. També, va estudiar a l'Instituto Nacional de Bellas Artes.

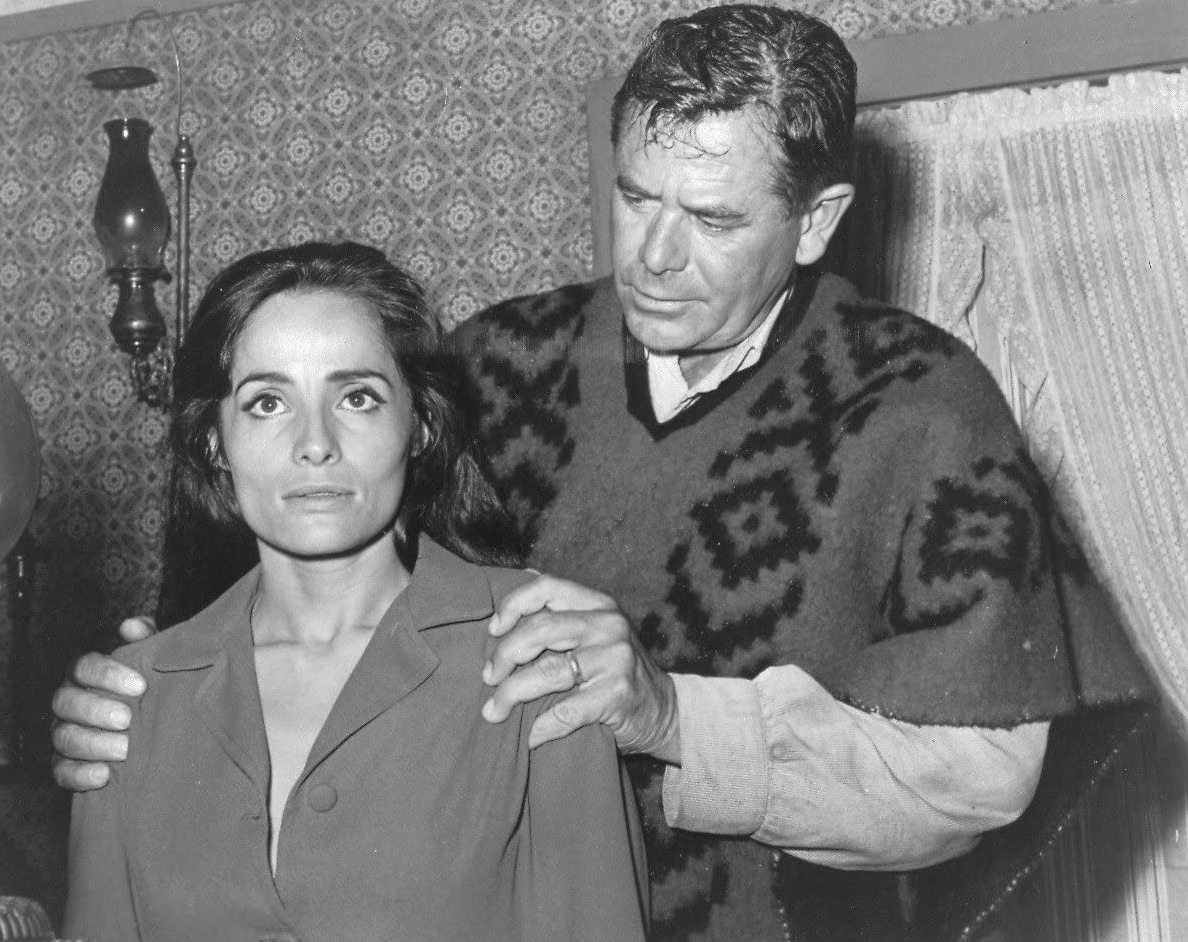
Pilar Pellicer amb Glenn Ford el 1968.

Va debutar com a actriu a la pel·lícula El vendedor de muñecas, en 1955. Simultàniament, ella i la seva germana, Pina Pellicer, van començar a treballar al mateix temps al cinema.
En 1959, va treballar a la pel·lícula Nazarín, on va compartir escena amb Marga López, Rita Macedo, Ignacio López Tarso i Ofelia Guilmáin, entre d'altres. Aquest mateix any, va rebre una beca de l'Institut Francès per a Amèrica Llatina per a estudiar actuació en París, França, on va romandre per espai de sis anys treballant en el cinema, la televisió i el teatre. Durant aquest temps, es va casar amb l'escultor estatunidenc James Meccalf, amb qui va tenir una filla, Ariane. Van estar casats 15 anys, però el matrimoni va acabar en divorci.

## Mort
El 16 de maig de 2020, Pellicer va morir als 82 anys d'edat. La seva causa de mort va ser declarada com a conseqüència a complicacions derivades al COVID-19. Fou sebollida al Panteón Francés de la Piedad.

## Filmografia

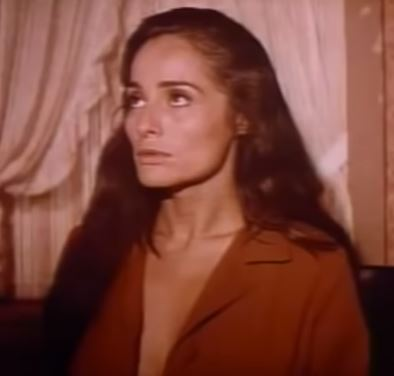
Pilar Pellicer a Day of the Evil Gun (1968).

### Telenovel·les
- Despertar contigo (2016-2017) - Participació especial
- Un camino hacia el destino (2016) - Directora del Reclusori
- La gata (2014) - Rita Pérez Vda. de Olea[8][9]
- Triunfo del amor (2010-2011) - Eva Grez
- La madrastra (2005) - Sonia
- Sin pecado concebido (2001) - Dolores "Loló" de la Bárcena y de Teresa
- Primer amor... a 1000 x hora (2000-2001) - La Chonta
- Huracán (1997-1998) - Ada Vargaslugo
- Muchachitas (1991-1992) - Martha Sánchez-Zúñiga Vda. de Cantú
- La trampa (1988) - Emma
- El camino secreto (1986-1987) - Lorena Florescano de Ávila / Yolanda
- Pacto de amor (1977-1978) - Blanca
- Lo imperdonable (1975-1976) - Adriana
- El chofer (1974-1975) - Silvia
- El carruaje (1972) - María
- La Constitución (1970) - Rosaura
- La tormenta (1967) - Julia Cervantes
- Dicha robada (1967) - La Choca
- Honrarás a los tuyos (1959) - Dionisia

### Programes
- Como dice el dicho (2012-2015) - Claudia[10]/ Pilar[11]/ Gertrudis / Dalia
- Mujeres asesinas (2010) - Amparo Quezada[12][13]
- La rosa de Guadalupe (2008) - Lucrecia / Bertha
- Mujer, casos de la vida real (2005)
- Cuentos de madrugada (1985)
- La belle équipe (1961)

### Cinema
- De este mundo (2010)
- Campo de ortiga (1998)
- ¿Qué hora es? (1996)
- Marea suave (1992)
- Playa azul (1992) - Señora
- Marea suave (1992)
- Un asesino anda suelto (1991)
- Amor a la vuelta de la esquina (1986)
- Cuentos de madrugada (1985)
- Dulce espíritu (1985)
- Showdown at Eagle Gap (1982) - Señora Romero
- Estos zorros locos, locos, locos (1981) - Esposa de Francisco
- Con la muerte en ancas (1980) - Madre de Casey
- Rigo es amor (1980) - La Tulipana
- Cadena perpetua (1979) - Sra. Pantoja
- Tres mujeres en la hoguera (1979) - Mané
- Las golfas del talón (1979)
- Los amantes fríos (1978) - Jacinta
- El mexicano (1977)
- Balún Canán (1977)
- Las Poquianchis (1976) - Santa
- La choca (1974) - La Choca[14]
- El festín de la loba (1972)
- Manuel Saldivar, el extraño (1972)
- Los perturbados (1972)
- Una mujer honesta (1972)
- Siempre hay una primera vez (1971) - Isabel
- El mundo de los muertos (1970)
- ¿Por qué nací mujer? (1970) - Josefa
- La trinchera (1969)
- Santa (1969)
- Las visitaciones del diablo (1968) - Paloma
- Day of the Evil Gun (1968) - Lydia Yearby
- Los amigos (1968)
- The Bandits (1968)
- Pedro Páramo (1968) - Susana San Juan
- Tajimara (1965) - Cecilia
- El gángster (1965)
- Quinceañera (1960) - Olivia
- Escuela de verano (1959) - Magdalena
- Nazarín (1959) - Lucía
- La vida de Agustín Lara (1959) - Admiradora
- El vendedor de muñecas (1955)

### Teatre
- Bajo la mirada de las moscas (2015)[15][16]